# سرايا الدفاع
سرايا الدفاع كانت قوة شبه عسكرية في سوريا تولى قيادتها رفعت الأسد. وكانت مهمتها الدفاع عن حكومة الأسد والعاصمة دمشق من هجوم خارجي أو داخلي. في 1984 تم دمجها في الجيش العربي السوري تحت اسم الفرقة الرابعة والحرس الجمهوري بالإضافة إلى الفرقة المجوقلة التي تتكون من 5 أفواج قوات خاصة.